# Fittipaldi Automotive
A Fittipaldi Automotive egy már megszűnt Formula–1-es istálló, melyet a világbajnok Emerson Fittipaldi és testvére, Wilson Fittipaldi alapított 1974-ben. Emerson a csapathoz karrierje csúcsán, 1976-ban került, miután elhagyta a McLaren csapatát. Rajta kívül egy sikeresebb versenyző, a finn Keke Rosberg volt a csapat tagja. Ő itt szerezte meg első dobogós helyezését. A csapat székhelye egy ideig a brazíliai São Paulóban volt, ám később a jobban kifizetődő angliai Readingbe költöztek.
A csapat összesen 119 versenyen vett részt, ezeken egyszer sem arattak győzelmet, legjobb eredményük egy második hely volt Keke Rosberg által. Ezen kívül még 2 dobogós helyet és összesen 44 világbajnoki pontot szereztek.

## Előzmények

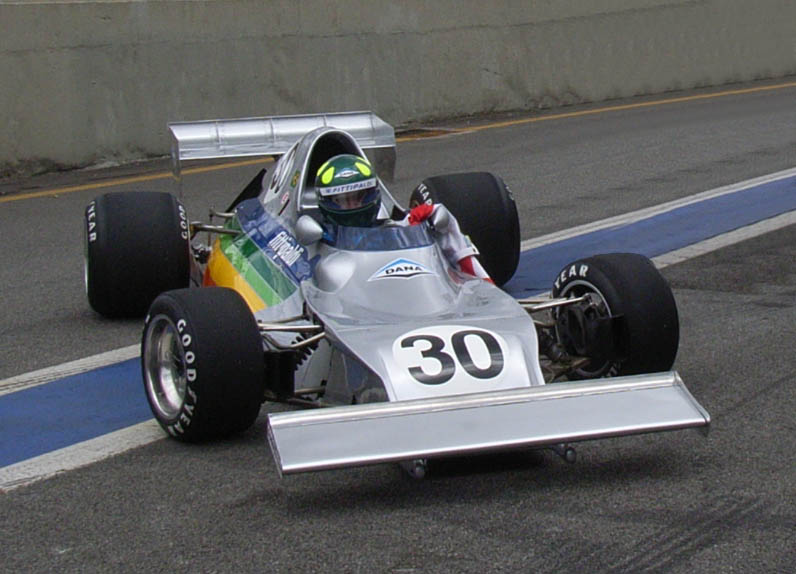
A Copersucar-Fittipaldi FD01, a csapat radikális első autója

Wilson Fittipaldi, Emerson testvére egy fizetős versenyző volt a Brabhamnél 1972-ben és '73-ban. Mivel nem kapott volna túl sok helyen szerződést, Emersonnal úgy döntött, hogy saját csapatot alapít. Ekkoriban egyébként nem volt ritka, hogy egy versenyző saját csapatot alapítson, esetleg abban még versenyezzen is, ilyen csapatok voltak a Surtees és az Embassy Hill.
Az 1974-es szezon a csapatépítéssel telt. Wilsonnak sikerült megszereznie szponzornak a Copersucar nevű brazil cukoripari céget. Az ekkoriban a McLarennél versenyző Emerson lett a csapat tanácsadója. Az autót Richard Divila tervezte, aki már korábban, a Formula–Vee és a Formula–2 sorozatokban is dolgozott a csapattal. Csapatvezetőnek a mexikói Jo Ramirezt szerződtették.
A csapat székhelye eredetileg Brazíliában volt, több ezer kilométerre Európától, a legtöbb verseny helyszínétől, ez nehézséget jelentett. Az első autó, a hosszú és alacsony Copersucar FD01 végül ezüst festést kapott, néhol szivárványszínű kiegészítéssel. Az autót 1974 novemberében mutatták be.

## Története

### Copersucar-Fittipaldi (1975–1977)

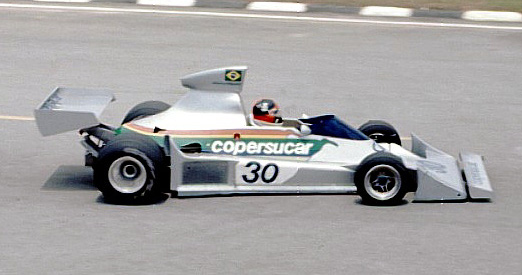
A Copersucar-Fittipaldi FD04, amivel Emerson ötödik lett első időmérőjén, a versenyen azonban csak 13. lett.

A csapat első szezonjában, 1975-ben még nem ért el nagyobb sikereket. A szezonnyitón, az argentin nagydíjon Wilson Fittipaldi a 13. körben kiesett, míg testvére a McLarennel győzni tudott. A későbbiekben az FD02 és az FD03 konstrukciókat használta, amelynek kialakítása ugyanaz volt, de a légterelő elemek nagy része lekerült róla. Az egyedüli versenyző Fittipaldi később is csak ötször tudott célba érni, legjobb eredménye egy tizedik, egyben utolsó hely volt, az amerikai nagydíjon. Ezeken kívül háromszor nem sikerült kvalifikálnia magát a versenyre. Egy futamon beugróként szerepelt Arturio Merzario, miután Fittipaldi eltörte a kezét az osztrák nagydíjon.
1975-re csatlakozott Wilson testvére, Emerson is csatlakozott a csapathoz, míg az idősebbik Fittipaldi testvér visszavonult, ezután csak a háttérben tevékenykedett. A szezon nagy részét egyedül versenyezte végig, Ingo Hoffmann csak négy versenyre csatlakozott hozzá.

### Fittipaldi Automotive (1978–1979)

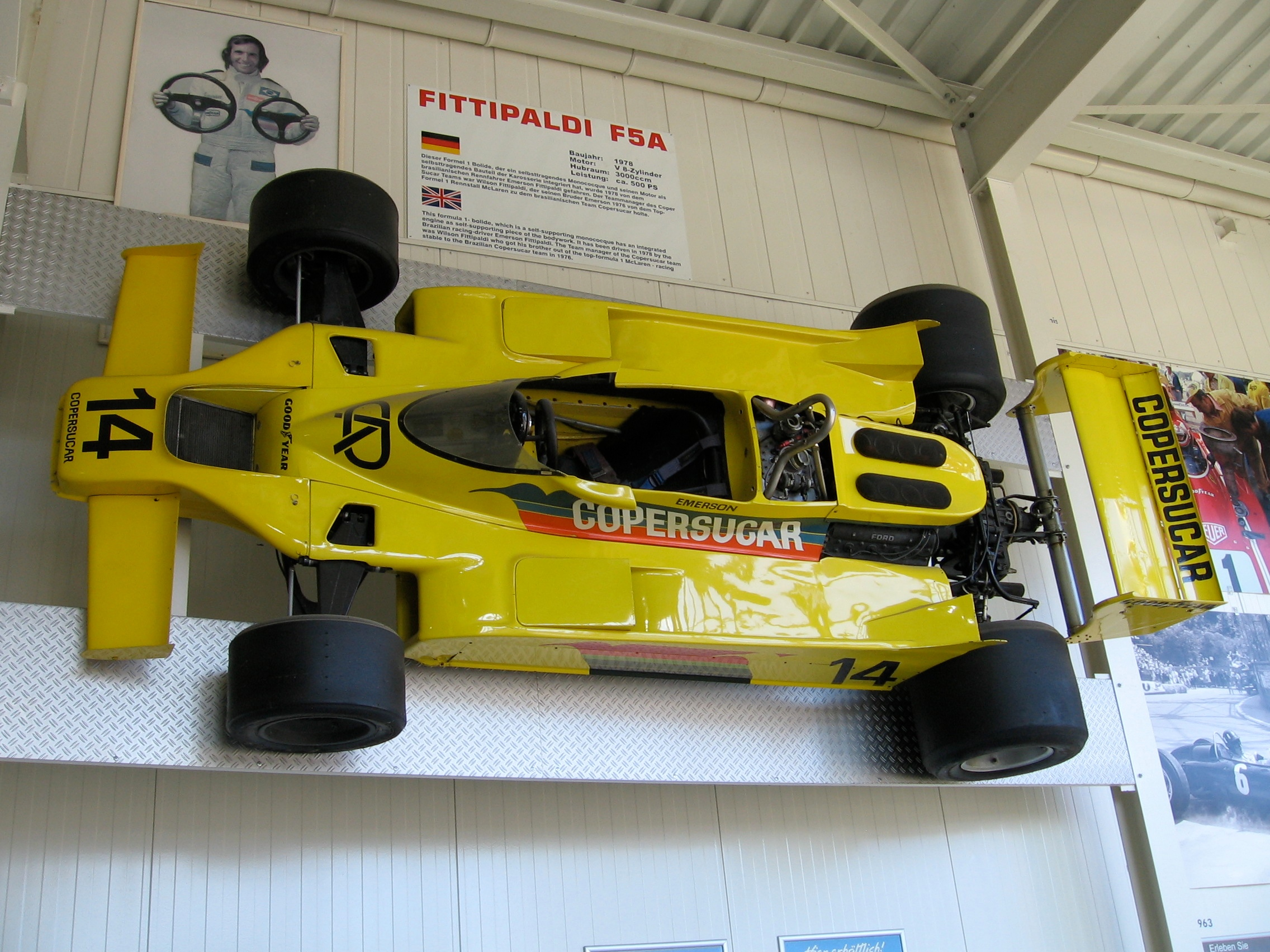
A Fittipaldi F5A, melyet Giacomo Caliri tervezett

Bár az addigi évek nem voltak túl sikeresek, a korábbi világbajnok Emerson Fittipaldi már rögtön a második, brazil versenyen jó eredményt tudott elérni. Bár az első hely megszerzésére nem volt esélye Clay Regazzoni miatt, a másodikat azonban a Gilles Villeneuve-vel és Mario Andrettivel vívott nagy csata után megszerezte. Előbbi végül kiesett, Andretti harmadik lett. A csapat, vagyis maga Fittipaldi végül 17 ponttal zárt, egy ponttal megelőzve korábbi csapatát, a McLarent. Ez a hetedik hely megszerzésére volt elegendő.
Az 1979-es szezon az előzőhöz képest egy csalódást keltő idény volt. Hiába épített a csapat új autót, az annyira rossz volt, hogy szezon közben visszatértek az előző évi modellhez. A szezon végére leszerződtették a szintén brazil Alex Ribeirót is, aki először a vb-pontversenybe be nem számító olasz versenyen, az imolai pálya első futamán, majd a két észak-amerikai versenyen vett részt. Utóbbi kettőn nem tudta kvalifikálni magát a versenyre.

### Skol Fittipaldi Team (1980)
1979-ben a Copersucar megszüntette szponzori szerződését a csapattal. Az istálló megvásárolta a Walter Wolf Racing maradékait, így első ízben indíthatott tartósan két autót. A csapat hivatalos neve Skol Team Fittipaldi Racing lett, a főszponzor Skol Brasil után. A versenyzők Fittipaldi és a Wolftól szerződtetett finn Keke Rosberg voltak. A szezon elején az előző évi Wolf-kasztnit használták, az új autó tervezését pedig Harvey Postlethwaite vezette. A tervezők között ekkor tűnt fel a jelenleg a Red Bull Racingnél dolgozó Adrian Newey. Később más csapatoknál mind Postlethwaite, mind Newey világbajnok autót tervezett.

### Fittipaldi Automotive (1981–1982)

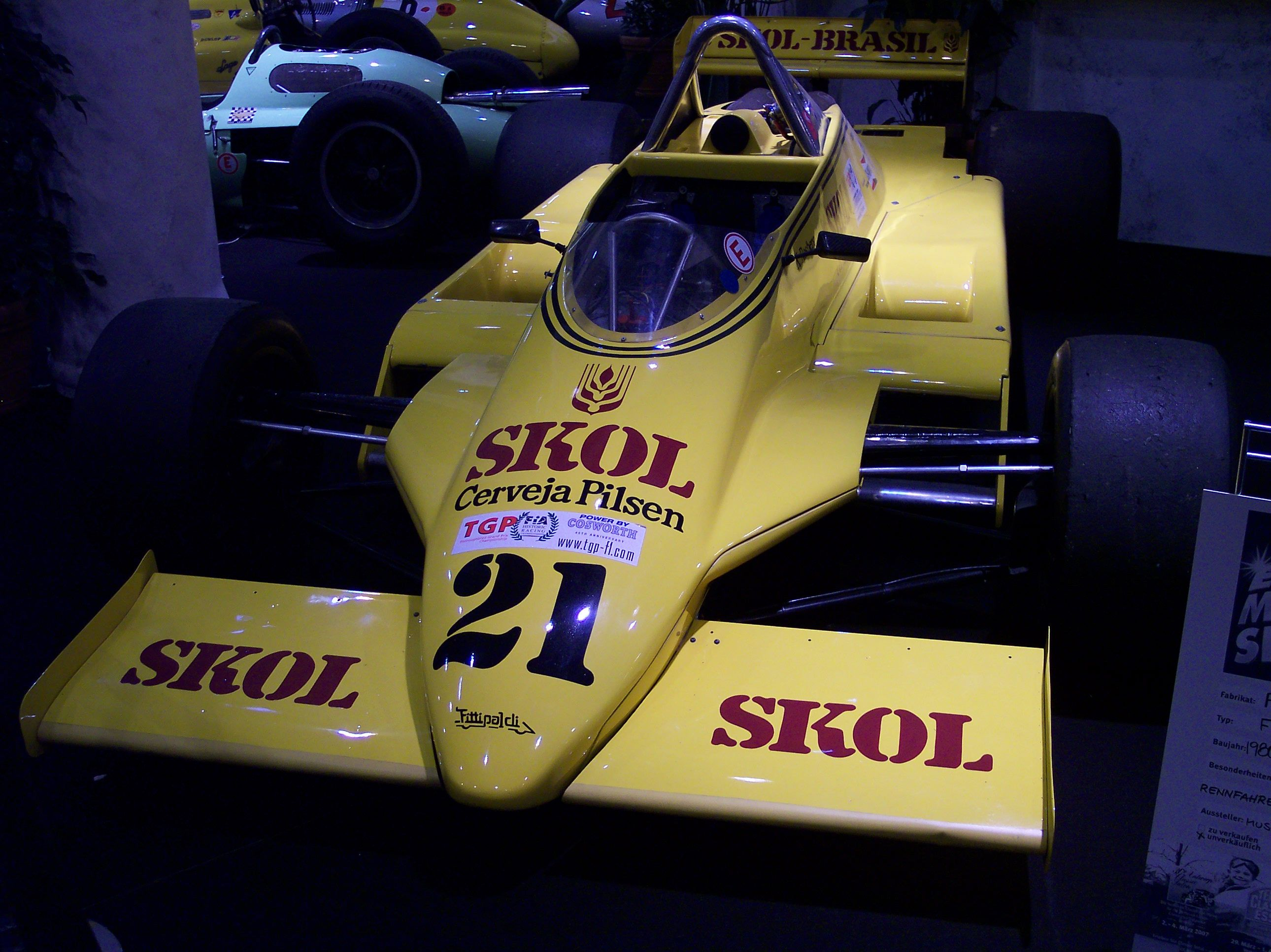
Az F8, melyet Harvey Postlethwaite és a fiatal Adrian Newey tervezett.

Emerson Fittipaldi az 1980-as szezon befejezésével befejezte F1-es karrierjét. Fittipaldi helyére a gyakorlatilag újonc, szintén brazil Chico Serrát szerződtették, míg ő a csapatvezetésben kapott munkát.
Miután megszűnt a Skollal való együttműködés, így az istálló ismét szponzori név nélkül, Fittipaldi Automotive-ként indult a világbajnokságon. Időközben Postlethwaite a Ferrarihoz távozott, és a csapat ismét korábbi autókkal indult. Több gumiszállítóval is kapcsolatban álltak, ez a Michelin, az Avon és a Pirelli voltak. Előfordult az is, hogy a két versenyző kétféle gyártó gumiját használta.
Keke Rosberg a nem vb-versenynek számító Dél-afrikai versenyen a negyedik helyen ért célba, igaz, egy kör hátrányban. Ezen kívül semmilyen eredményt nem tudott egyik versenyző sem felmutatni, egyetlen pontot sem szereztek.
A finn 1982-ben a Williamshez igazolt, ahol rögtön meg is szerezte a vb-címet. Az egyetlen versenyző, Serra egyetlen pontot szerzett, a belga nagydíjon, azt is csak azután, hogy Niki Laudát kizárták a versenyből.
Az istálló végül 1983 elején szűnt meg.

## Aurora Formula One
A Fittipaldi egyik autója, az F5A, a brit Formula–1-es bajnokságban (akkor Aurora F1) tűnt fel 1979-ben. Az autót a RAM Racing indította. A csapat két versenyzője, Guy Edwards és Bernard de Dryver jó eredményeket ért el, több dobogós helyezést is sikerült szerezniük.
Valentino Musetti révén 1980-ban is látható volt egy Fittipaldi-autó, az F5B a sorozatban, ám neki már nem sikerült kiemelkedő eredményt elérnie.

## Teljes Formula–1-es eredménysorozata
(Táblázat értelmezése)

(Félkövér: pole-pozícióból indult; dőlt: leggyorsabb kört futott) 

| Év   | Kasztni                                         | Motor(ok)         | Versenyzők         | 1   | 2   | 3   | 4   | 5   | 6   | 7   | 8   | 9   | 10  | 11  | 12  | 13  | 14  | 15  | 16  | 17  | Pont | Helyezés |
| ---- | ----------------------------------------------- | ----------------- | ------------------ | --- | --- | --- | --- | --- | --- | --- | --- | --- | --- | --- | --- | --- | --- | --- | --- | --- | ---- | -------- |
| 1975 | Fittipaldi FD01 Fittipaldi FD02 Fittipaldi FD03 | Ford Cosworth DFV |                    | ARG | BRA | RSA | ESP | MON | BEL | SWE | NED | FRA | GBR | GER | AUT | ITA | USA |     |     |     | 0    | HN       |
| 1975 | Fittipaldi FD01 Fittipaldi FD02 Fittipaldi FD03 | Ford Cosworth DFV | Wilson Fittipaldi  | Ki  | 13  | NK  | Ki  | NK  | 12  | 17  | 11  | Ki  | 19  | Ki  | NK  |     | 10  |     |     |     | 0    | HN       |
| 1975 | Fittipaldi FD01 Fittipaldi FD02 Fittipaldi FD03 | Ford Cosworth DFV | Arturo Merzario    |     |     |     |     |     |     |     |     |     |     |     |     | 11  |     |     |     |     | 0    | HN       |
| 1976 | Fittipaldi FD04                                 | Ford Cosworth DFV |                    | BRA | RSA | USW | ESP | BEL | MON | SWE | FRA | GBR | GER | AUT | NED | ITA | CAN | USA | JPN |     | 3    | 11.      |
| 1976 | Fittipaldi FD04                                 | Ford Cosworth DFV | Emerson Fittipaldi | 13  | 17  | 6   | Ki  | NK  | 6   | Ki  | Ki  | 6   | 13  | Ki  | Ki  | 15  | Ki  | 9   | Vi  |     | 3    | 11.      |
| 1976 | Fittipaldi FD04                                 | Ford Cosworth DFV | Ingo Hoffmann      | 11  |     | NK  | NK  |     |     |     | NK  |     |     |     |     |     |     |     |     |     | 3    | 11.      |
| 1977 | Fittipaldi FD04 Fittipaldi F5                   | Ford Cosworth DFV |                    | ARG | BRA | RSA | USW | ESP | MON | BEL | SWE | FRA | GBR | GER | AUT | NED | ITA | USA | CAN | JPN | 11   | 9.       |
| 1977 | Fittipaldi FD04 Fittipaldi F5                   | Ford Cosworth DFV | Emerson Fittipaldi | 4   | 4   | 10  | 5   | 14  | Ki  | Ki  | 18  | 11  | Ki  | NK  | 11  | 4   | NK  | 13  | Ki  |     | 11   | 9.       |
| 1977 | Fittipaldi FD04 Fittipaldi F5                   | Ford Cosworth DFV | Ingo Hoffmann      | Ki  | 7   |     |     |     |     |     |     |     |     |     |     |     |     |     |     |     | 11   | 9.       |
| 1978 | Fittipaldi F5A                                  | Ford Cosworth DFV |                    | ARG | BRA | RSA | USW | MON | BEL | ESP | SWE | FRA | GBR | GER | AUT | NED | ITA | USA | CAN |     | 17   | 7.       |
| 1978 | Fittipaldi F5A                                  | Ford Cosworth DFV | Emerson Fittipaldi | 9   | 2   | Ki  | 8   | 9   | Ki  | Ki  | 6   | Ki  | Ki  | 4   | 4   | 5   | 8   | 5   | Ki  |     | 17   | 7.       |
| 1979 | Fittipaldi F6A Fittipaldi F5A                   | Ford Cosworth DFV |                    | ARG | BRA | RSA | USW | ESP | BEL | MON | FRA | GBR | GER | AUT | NED | ITA | CAN | USA |     |     | 1    | 12.      |
| 1979 | Fittipaldi F6A Fittipaldi F5A                   | Ford Cosworth DFV | Emerson Fittipaldi | 6   | 11  | 13  | Ki  | 11  | 9   | Ki  | Ki  | 12  | Ki  | Ki  | Ki  | 8   | 8   | 7   |     |     | 1    | 12.      |
| 1979 | Fittipaldi F6A Fittipaldi F5A                   | Ford Cosworth DFV | Alex Ribeiro       |     |     |     |     |     |     |     |     |     |     |     |     |     | NK  | NK  |     |     | 1    | 12.      |
| 1980 | Fittipaldi F7 Fittipaldi F8                     | Ford Cosworth DFV |                    | ARG | BRA | RSA | USW | BEL | MON | FRA | GBR | GER | AUT | NED | ITA | CAN | USA |     |     |     | 11   | 9.       |
| 1980 | Fittipaldi F7 Fittipaldi F8                     | Ford Cosworth DFV | Emerson Fittipaldi | Hn  | 15  | 8   | 3   | Ki  | 6   | Ki  | 12  | Ki  | 11  | Ki  | Ki  | Ki  | Ki  |     |     |     | 11   | 9.       |
| 1980 | Fittipaldi F7 Fittipaldi F8                     | Ford Cosworth DFV | Keke Rosberg       | 3   | 9   | Ki  | Ki  | 7   | NK  | Ki  | NK  | Ki  | 16  | NK  | 5   | 9   | 10  |     |     |     | 11   | 9.       |
| 1981 | Fittipaldi F8C                                  | Ford Cosworth DFV |                    | USW | BRA | ARG | SMR | BEL | MON | ESP | FRA | GBR | GER | AUT | NED | ITA | CAN | LVS |     |     | 0    | HN       |
| 1981 | Fittipaldi F8C                                  | Ford Cosworth DFV | Keke Rosberg       | Ki  | 9   | Ki  | Ki  | Ki  | NK  | 12  | Ki  | Ki  | NK  |     | NK  | NK  | NK  | 10  |     |     | 0    | HN       |
| 1981 | Fittipaldi F8C                                  | Ford Cosworth DFV | Chico Serra        | 7   | Ki  | Ki  | NK  | Ki  | NK  | 11  | Ni  | NK  | NK  |     | NK  | NK  | NK  | NK  |     |     | 0    | HN       |
| 1982 | Fittipaldi F9 Fittipaldi F8D                    | Ford Cosworth DFV |                    | RSA | BRA | USW | SMR | BEL | MON | DET | CAN | NED | GBR | FRA | GER | AUT | SUI | ITA | LVS |     | 1    | 14.      |
| 1982 | Fittipaldi F9 Fittipaldi F8D                    | Ford Cosworth DFV | Chico Serra        | 17  | Ki  | NK  |     | 6   | NeK | 11  | NK  | Ki  | Ki  |     | 11  | 7   | NK  | 11  | NK  |     | 1    | 14.      |

## Nem világbajnoki eredmények
| Év   | Esemény                   | Helyszín    | Versenyzők         | Eredmények |
| ---- | ------------------------- | ----------- | ------------------ | ---------- |
| 1975 | BRDC International Trophy | Silverstone | Wilson Fittipaldi  | Ret        |
| 1978 | BRDC International Trophy | Silverstone | Emerson Fittipaldi | 2          |
| 1979 | Gran Premio Dino Ferrari  | Imola       | Alex Ribeiro       | Ret        |
| 1980 | spanyol nagydíj           | Jarama      | Emerson Fittipaldi | 5          |
| 1980 | spanyol nagydíj           | Jarama      | Keke Rosberg       | Ret        |
| 1981 | dél-afrikai nagydíj       | Kyalami     | Keke Rosberg       | 4          |
| 1981 | dél-afrikai nagydíj       | Kyalami     | Chico Serra        | 9          |